# Guilherme da Dinamarca
Guilherme da Dinamarca e Noruega (Vilhelm; Copenhague, 21 de fevereiro de 1687 – Copenhague, 23 de novembro de 1705) foi o filho mais novo do rei Cristiano V da Dinamarca e sua esposa Carlota Amália de Hesse-Cassel.